# Rhaphiptera nodifera
Rhaphiptera nodifera là một loài bọ cánh cứng trong họ Cerambycidae.